# NGC 146
NGC 146 (ook wel OCL 299) is een open sterrenhoop in het sterrenbeeld Cassiopeia. NGC 146 staat op ongeveer 9900 lichtjaar van de Aarde.
NGC 146 werd op 27 oktober 1829 ontdekt door de Britse astronoom John Herschel.